# Juan López Abajo
Juan López Abajo är en ort i Dominikanska republiken.   Den ligger i provinsen Espaillat, i den centrala delen av landet, 120 km nordväst om huvudstaden Santo Domingo. Juan López Abajo ligger 254 meter över havet och antalet invånare är 1 535.
Terrängen runt Juan López Abajo är platt åt sydväst, men åt nordost är den kuperad. Runt Juan López Abajo är det ganska tätbefolkat, med 192 invånare per kvadratkilometer. Närmaste större samhälle är Moca, 5,2 km sydväst om Juan López Abajo. Omgivningarna runt Juan López Abajo är huvudsakligen savann.